# ブレントフォード・コミュニティ・スタジアム
ブレントフォード・コミュニティ・スタジアム（Brentford Community Stadium）は、イングランド・ブレントフォードにあるサッカー専用スタジアム。ブレントフォードFCとロンドン・アイリッシュのホームスタジアムである。

## 概要
2002年10月、ブレントフォードFCが新たなスタジアムの建設の構想を発表し、建設用地を確保した2007年から本格的に建設計画が立案され始めた。2018年の春から建設工事が行われ、2020年8月30日、計画の全工程が終了し、翌日のオックスフォード・ユナイテッドFCとの親善試合で記念すべき最初の試合が開催された。
2022年7月28日、国内の家電メーカーであるGtechと10年間のパートナーシップ契約を発表し、命名権を獲得した同社によってGtechコミュニティ・スタジアム (Gtech Community Stadium）へ改名された。

## 開催された主なイベント

### サッカー
- UEFA欧州女子選手権
  - UEFA欧州女子選手権2022 (4試合)

## ギャラリー

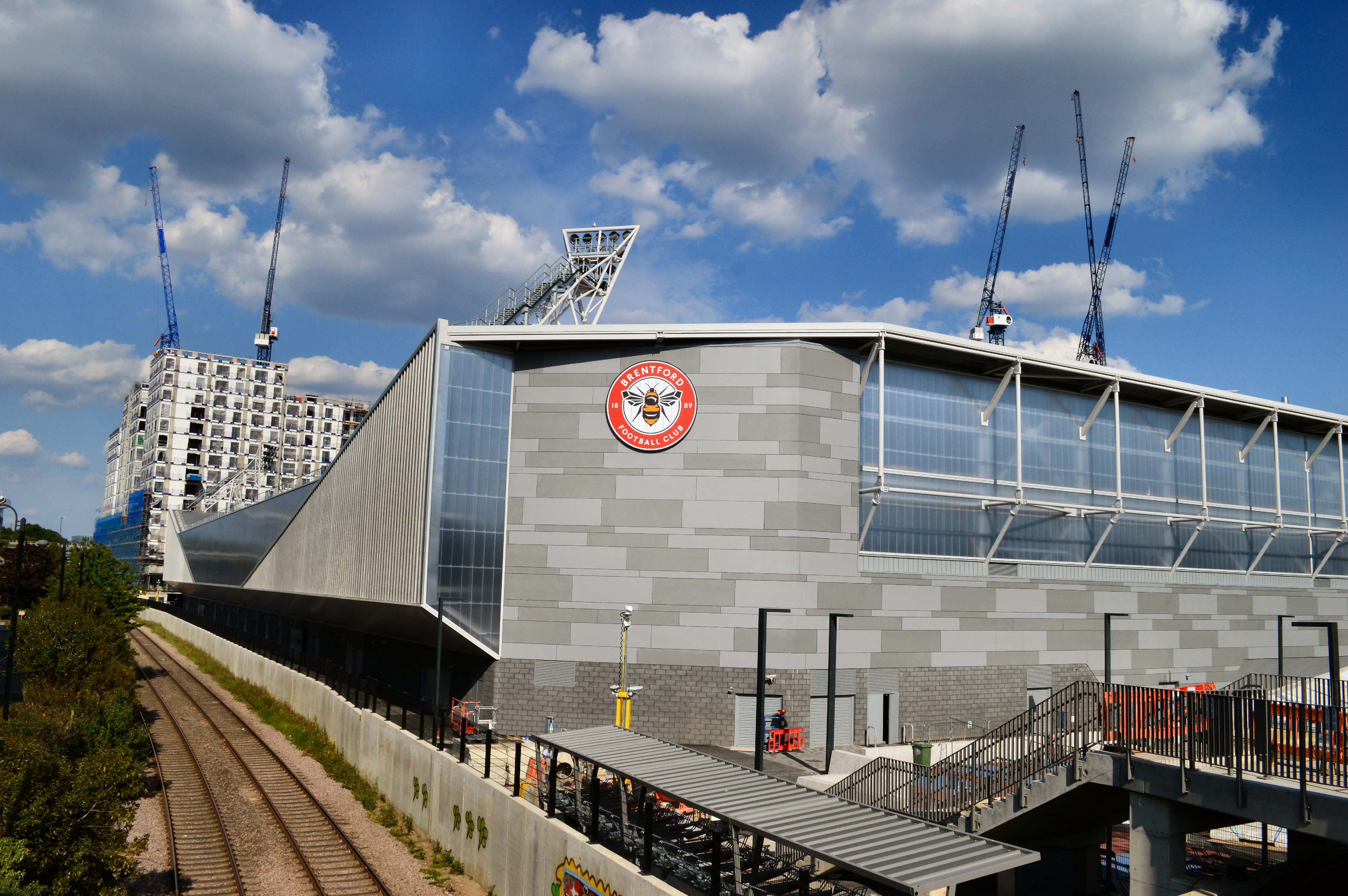
外観
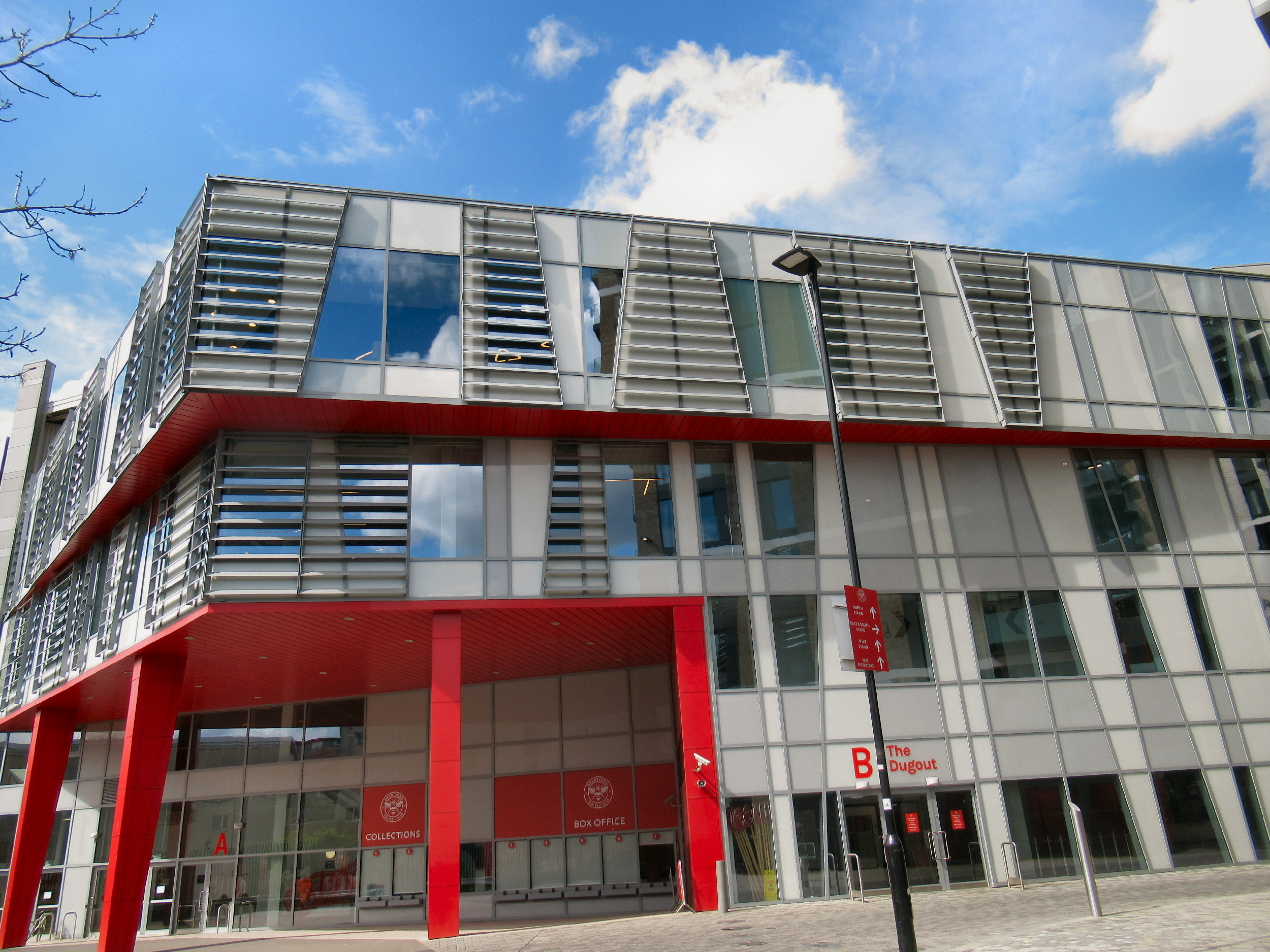
スタジアム内オフィス
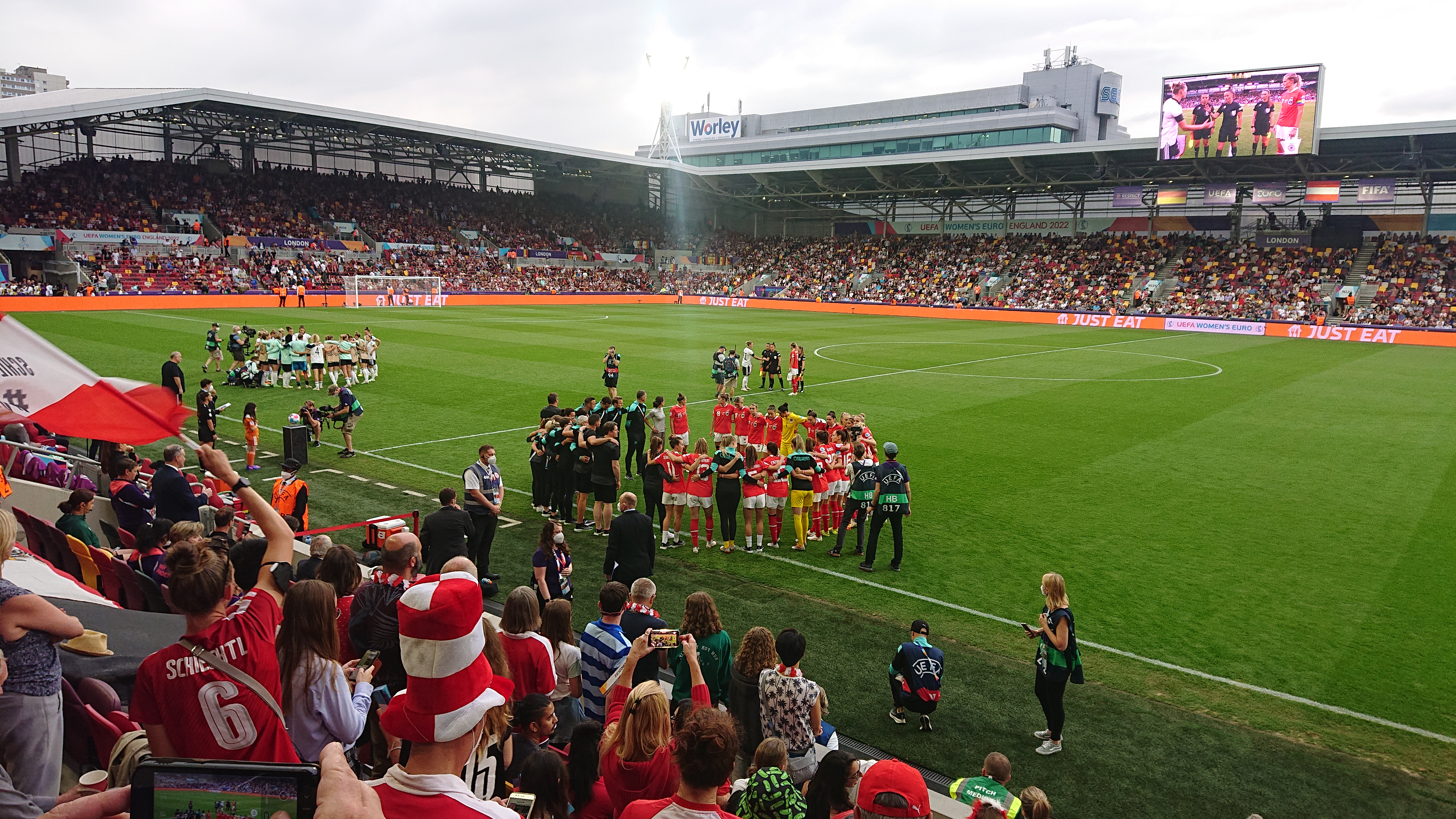
ピッチ